# Craspedacusta sowerbyi
Craspedacusta sowerbyi és una espècie d'hidrozous traquilí de l'ordre Limnomedusae. És una medusa d'aigua dolça. Té un diàmetre de 2,5 cm. A la vora del cos ombrel·la té uns 600 tentacles amb cnidoblasts.